# Линия 4 (Каракасский метрополитен)
Линия 4 проходит вдоль линии 1 на участке Сона Ренталь — Капучинос, далее вместе с линией 2 на юго-запад на участке Капучинос — Мамера, а далее отдельно до станции Лас Адхутас. Линия имеет 14 станции, цвет линий — красный, длина линии — 23,1 км, самая напряжённая станция — Сона Ренталь, на которой можно перейти на линию 1 и 3.
Линия проходит под улицами, кроме перегона Артигас — Ла Йагуара.

## Станции и описание линии
Линия проходит под улицами Авенида Касанова, Пасео Колон, Авенида Лекуна, далее линия сходится с линией 2 и поворачивает на улицу Авенида Сан Мартин, далее между станциями Артигас и Ла Пас перестраивается на Авенида Ла Пас, дальше между станциями Ла Пас и Ла Йагуара перестраивается на Авенида Интеркомуналь де Антимано, далее вдоль Аутописта Франциско Фахардо перед станцией Мамера метро выходит на улицу и сама станция Мамера — наземная, далее линия 4 продолжается, а линия 2 поворачивает на Авенида Принсипаль де Карикуао, после развилки линия проходит вдоль Карретера Каракас - Лос-Текес до конечной станции Лас Адхутас.
- Участок Мамера — Лас Адхутас наземный.
- Участок Капучинос — Мамера проходят вместе с линией 2.
- 6 ноября 1988 года — открыт участок Эль Силенсио — Лас Адхутас (участок Эль Силенсио — Капучинос входит в состав линии 2, а линия 4 была открыта 18 июля 2006 года), построено 11 станции, длина участка — 18,6 км.
- 18 июля 2006 года — открыта линия 4 и открыт участок Сона Ренталь — Капучинос), построено 4 новых станции, длина нового участка — 4,4 км.
- Сона Ренталь
- Парке Сентрал
- Нуево Сирсо
- Театрос
- Капучинос
- Матернидад
- Артигас
- Ла Пас
- Ла Йагуара
- Карапита
- Антимано
- Мамера
- Руис Пинеда
- Лас Адхутас

## Галерея

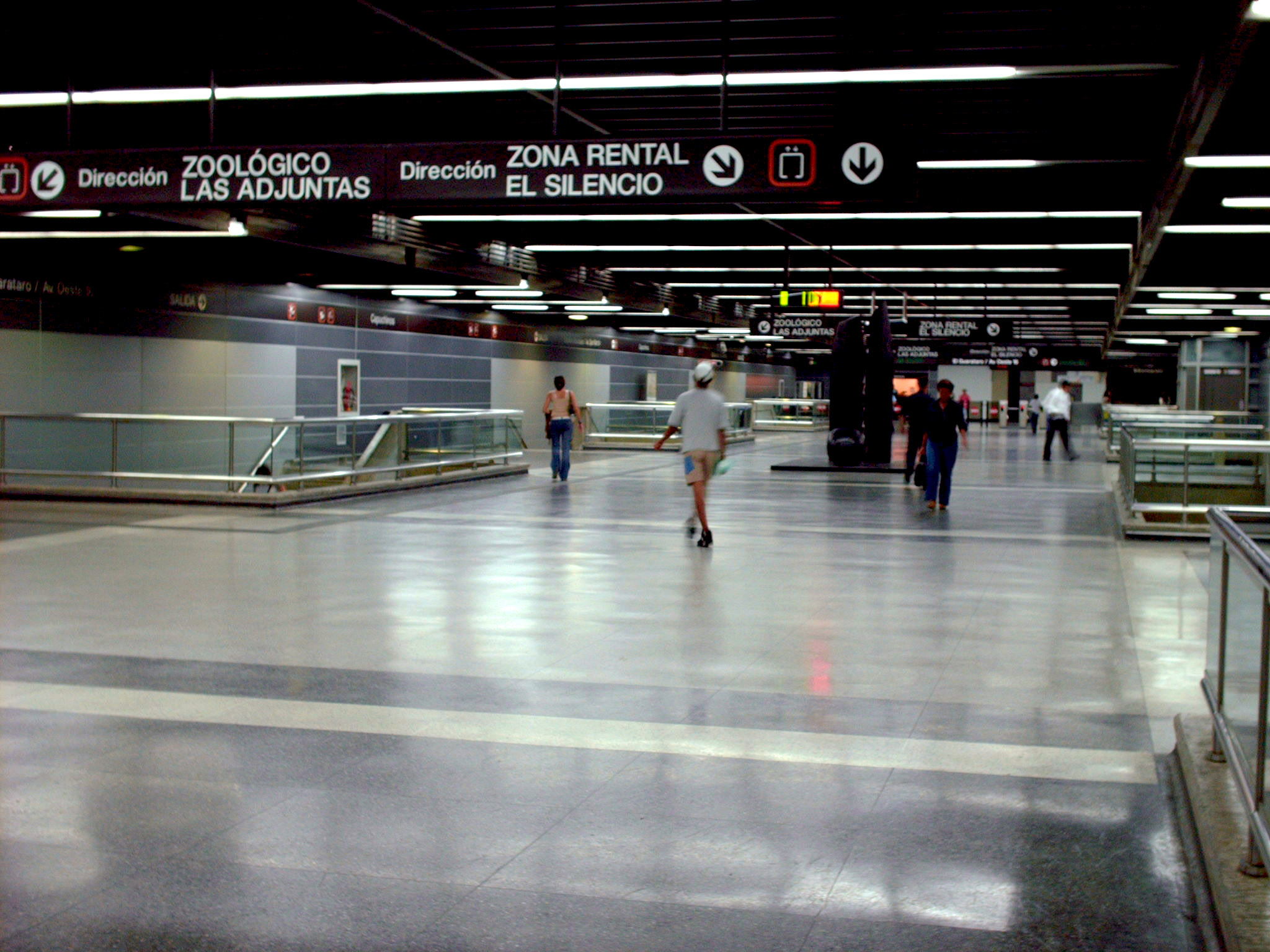
станция Капучинос
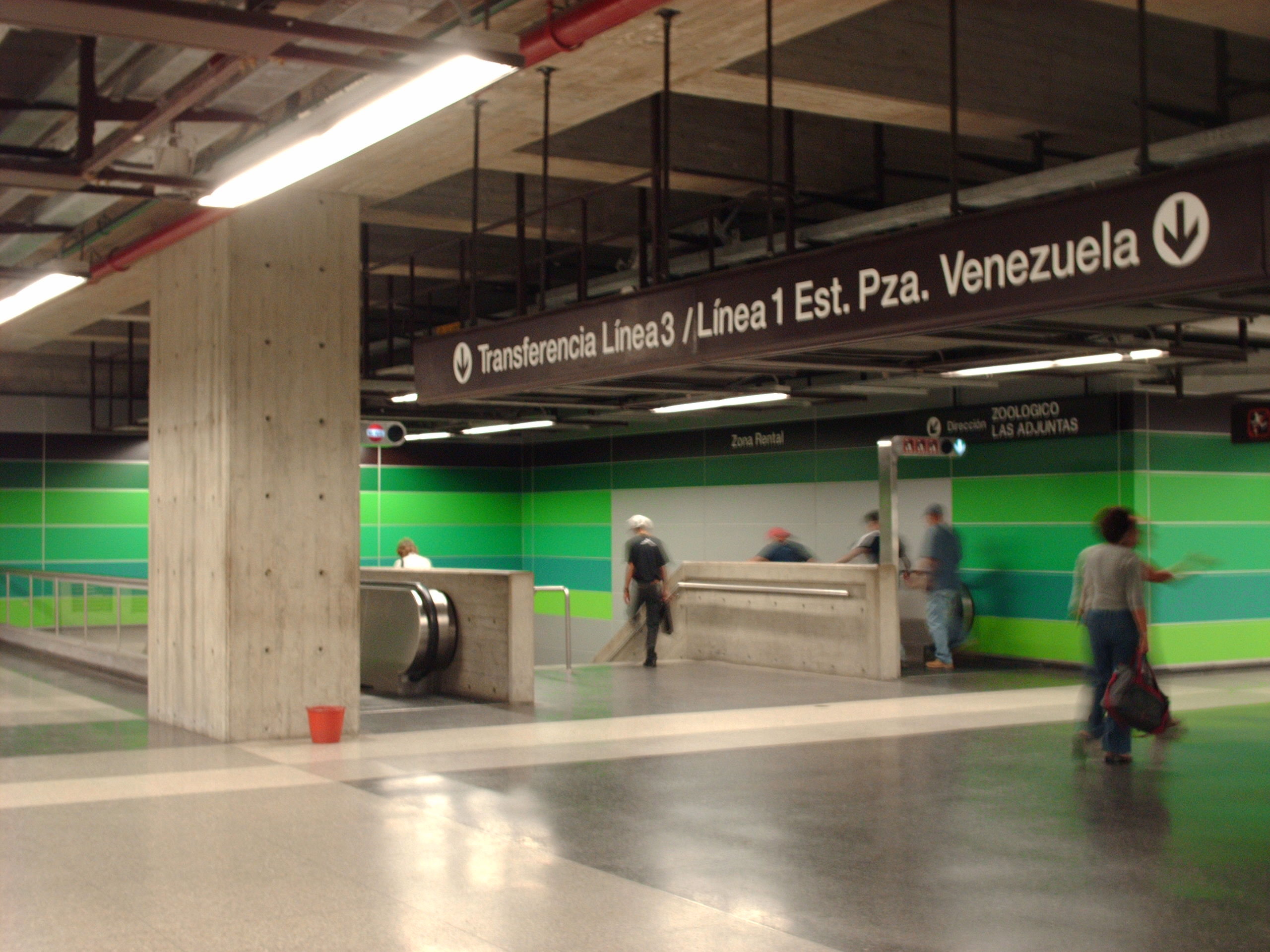
станция Зона Ренталь